# Brett Helquist
Brett Helquist (Ganado, 1965) è un illustratore statunitense, noto per le sue illustrazioni di Una serie di sfortunati eventi, la serie di libri scritta da Lemony Snicket.
Nato a Ganado, in Arizona, è cresciuto ad Orem in Utah ed ora vive a New York. Si è laureato in belle arti alla Brigham Young University e da allora ha sempre fatto l'illustratore.
I suoi lavori sono apparsi sul Cricket Magazine e sul New York Times.